# Крокмаз
Крокмаз, Коркмази (рум. Crocmaz) — село в Молдові в Штефан-Водському районі. Утворює окрему комуну.
В селі працюють середня школа, дитячий садок, пункт медичної допомоги.

## Історія
За даними 1859 року у казеному селі Коркмази Аккерманського повіту Бессарабської області мешкало 871 особа (438 чоловічої статі та 433 — жіночої), налічувалось 161 дворове господарство, існували православна церква та поромна переправа через Дністер.
Станом на 1886 рік у колишньому державному селі Паланської волості мешкало 908 осіб, налічувалось 210 дворових господарств, існували православна церква, школа та 2 лавки.
За переписом 1897 року кількість мешканців зросла до 1886 осіб (957 чоловічої статі та 929 — жіночої), з яких 1722 — православної віри.

## Населення

### Національність
Розподіл населення за національністю за даними перепису 2004 року:
| Національність   | Відсоток |
| ---------------- | -------- |
| молдовани/румуни | 98,21%   |
| українці         | 1,07%    |
| росіяни          | 0,4%     |
| інші             | 0,34%    |